# La Sirena
La Sirena es una localidad del estado mexicano de Chiapas. Es parte del municipio de Villaflores.

## Demografía
| Censo | Población |
| ----- | --------- |
| 2010  | 606       |
| 2020  | 1 619     |